# 中央商科短期大学
中央商科短期大学（日语：／ Chuō Shōka Tanki Daigaku *）是过去一所位于日本东京都中央区的私立短期大学。

## 概要

### 简介
- 学校最早可以追溯到1900年即夜学校的创立[注 1]。短期大学为于1951年开办[1]、由学校法人中央学院经营、来教育的基础是佛教。招収男女学生到1999年、停办于2001年[1][2]。

### 历史
- 1951年 中央商科短期大学成立并同时设置商科第二部。
- 1999年 最后一年招生、次年停止招生（正式停办于2001年10月30日[2]）。

## 学校环境
- 校区：在了东京都中央区

## 组织

### 学科
- 商科第二部

### 专科
| - 没有 |

### 业余课程
| - 没有 |

## 知名校友
- 服部安司：政治人物

## 相关链接
- 日本短期大学列表